# Reginaldo d'Orléans
Reginaldo (Orléans, 1180 – Parigi, febbraio 1220) fu frate domenicano, venerato dalla Chiesa cattolica come beato. Fu stretto collaboratore di san Domenico.

## Biografia
Reginaldo, dopo aver rivestito per molti anni l'incarico di professore di Diritto Canonico alla Sorbona di Parigi, divenne decano della collegiata di Saint-Agnan a Orléans. Nel 1218 decise di seguire a Roma il suo vescovo Manassé de Seignelay che doveva incontrare il papa Onorio III, per poi andare in pellegrinaggio a Gerusalemme.
A Roma conobbe il cardinale Ugolino di Anagni, che poi diventerà papa Gregorio IX, questi gli fece conoscere Domenico di Guzmán che lo affascinò con i suoi ideali di povertà. Durante il soggiorno romano Reginaldo si ammalò gravemente, Domenico andò a visitarlo e allora Reginaldo gli promise che se fosse guarito sarebbe entrato nell'Ordine domenicano.
Durante la malattia a Reginaldo apparve la Madonna che gli mostrò l'abito bianco domenicano, invitandolo a vestirlo. Reginaldo guarì miracolosamente e pronunciò i voti religiosi nelle mani di Domenico, che lo pregò di seguirlo a Bologna. All'Università di Bologna molti studenti e professori rimasero vivamente impressionati dalla predicazione di Reginaldo, fra questi maestro Moneta e Rolando da Cremona, che un mercoledì delle Ceneri si precipitò dai frati per chiedere loro di entrare nell'Ordine domenicano.
Una giovane nobile bolognese, Diana degli Andalò, entrata in amicizia con Reginaldo, fece donare ai frati domenicani la chiesa di san Niccolò delle Vigne con i grandi terreni annessi, affinché potessero costruirvi un convento, ella stessa pronunciò i voti domenicani e divenne poi la badessa del convento di Sant'Agnese a Bologna, che Domenico e Reginaldo benedissero.
Reginaldo si fermò quasi un anno a Bologna come priore dei domenicani, mentre Domenico andava in Spagna e in Francia. Quando Domenico ritornò, pregò Reginaldo di andare a Parigi dove l'Ordine aveva necessità della sua presenza. Anche a Parigi Reginaldo fu priore del convento domenicano di Saint-Jacques e con le sue prediche infiammò molti professori della Sorbona e molti giovani e fra questi due tedeschi Enrico e Giordano dei conti di Oberstein, che poi sarà il successore di Domenico alla guida dell'Ordine.
Ormai molto malato, Reginaldo volle continuare a condurre una vita molto dura, segnata dalle continue penitenze che lui considerava come un piacere, diceva infatti: "Non si può seguire Gesù senza croce! Io credo di non aver acquistato alcun merito particolare entrando nell'Ordine, perché vi sono sempre stato molto felice". Il secondo priore dei domenicani Giordano di Sassonia, disse di lui: "La sua eloquenza era infuocata e la sua parola, come fiaccola ardente, infiammava l'animo degli ascoltatori, ben pochi avevano il cuore così indurito da resistere al calore di quel fuoco. Pareva un secondo Elia".
Morì nel febbraio 1220. 
Poiché i domenicani non avevano ancora un cimitero a Parigi, Reginaldo fu sepolto nel cimitero benedettino di Notre-Dame-des-Champs.

## Culto
Fu beatificato da papa Pio IX nel 1875.
Il Martirologio Romano fissa la sua memoria liturgica al 1º febbraio, mentre le comunità domenicane lo ricordano il 12 febbraio